# Bruce Bouillet
Bruce Allan Bouillet, född 3 februari 1962 i Memphis, Tennessee, är en amerikansk gitarrist som har spelat i banden Racer X och The Scream.

## Fotnoter
1. ↑  Discogs, Discogs artist-ID: 277591, läst: 9 oktober 2017.[källa från Wikidata]